# Вафангдјен
Вафангдјен (瓦房店) град је Кини у покрајини Љаонинг. Према процени из 2009. у граду је живело 247.283 становника.

## Становништво
Према процени, у граду је 2009. живело 247.283 становника.
| 1990.   | 2000.   | 2009    |
| ------- | ------- | ------- |
| 236.178 | 247.041 | 247.283 |